# Hjultræ-slægten
Hjultræ-slægten (Trochodendron) er monotypisk med kun én art, den nedennævnte.
| Arter |

- Hjultræ (Trochodendron aralioides)